# Michael Newman
Michael Newman (* 26. April 1957 in Kalifornien; † 20. Oktober 2024 in Los Angeles) war ein US-amerikanischer Rettungsschwimmer und Schauspieler.

## Biographie
Newman trat im Alter von zehn Jahren den Junioren-Rettungschwimmern von Santa Monica bei. Er besuchte die Palisades Charter High School und studierte später Werbung an der University of California in Santa Barbara, Kalifornien. Während er auf die Anstellung als Rettungsschwimmer im Los Angeles County wartete, absolvierte Newman auch eine Prüfung zum Feuerwehrmann. Insgesamt war er rund 20 Jahre für das Los Angeles County als Rettungsschwimmer und Feuerwehrmann tätig.
Ab 1989 stand er seinem Freund, dem Produzenten Gregory J. Bonann, als technischer Berater und Stuntman bei der erfolgreichen US-Fernsehserie Baywatch – Die Rettungsschwimmer von Malibu zur Verfügung. Vom Pilotfilm an war Newman auch in einer Nebenrolle als Rettungsschwimmer Michael „Newmie“ Newman zu sehen. Während seine Figur in den ersten Staffeln noch im Hintergrund war und zumeist keinen Text hatte, wurde sie im Laufe des Fortgangs der Serie deutlich ausgebaut. Ab der siebten Staffel im Jahr 1996 wurde er namentlich im Vorspann der Serie geführt. Newman hatte am Höhepunkt seiner Popularität einen eigenen Fanclub und war der einzige echte Rettungsschwimmer in der Besetzungsliste. Insgesamt war er in 150 Folgen von Baywatch zu sehen, außerdem in drei Folgen der Spin-off-Serie Baywatch Nights. 
Nach seiner Karriere als Schauspieler arbeitete er wieder als Feuerwehrmann. 2006 wurde bei ihm die Parkinson-Krankheit diagnostiziert. Newman lebte mit Ehefrau Sarah und seinen zwei Kindern im Stadtteil Pacific Palisades von Los Angeles. Er starb im Oktober 2024 im Alter von 67 Jahren an Herzkomplikationen.

## Filmografie
- 1989: Baywatch – Die Rettungsschwimmer von Malibu: Pilot (Baywatch: Panic at Malibu Pier, Fernseh-Pilotfilm)
- 1989–2000: Baywatch – Die Rettungsschwimmer von Malibu (Baywatch, Fernsehserie, 150 Folgen)
- 1996: Baywatch Nights (Fernsehserie, 3 Folgen)
- 1996: Zig and Zag’s Dirty Deeds (Fernsehserie, Folge 1x04)
- 1998: Baywatch – Traumschiff nach Alaska (Baywatch: White Thunder at Glacier Bay, Videofilm)
- 1998: Willkommen in Hollywood (Welcome to Hollywood)
- 1999: Enemy Action